# Морма
Морма — река в России, левый приток Ухры, протекает по Рыбинскому району Ярославской области. Длина реки составляет 11 км.
Исток реки находится на склоне возвышенности, служащей водоразделом бассейна Ухры и ряда более мелких рек, впадающих в Рыбинское водохранилище ниже Ухры (Инопаш, Харенец и др.), на севере от деревни Оболтино. Река течёт на север в заболоченном лесу и через урочище Макарово. Около Коняево река принимает левый приток реку Золотуха. 
Исток Золотухи лежит несколько западнее у деревни Прошино, но она имеет такое же происхождение и примерно такую же длину, однако протекает по более населённой местности мимо деревень Бунево, Николо-Тропа, Овинища, Коняево. В Николо-Тропе — Церковь Смоленской Богоматери, построенная в 1812 году. 
За Коняевым Морма поворачивает на северо-восток, пройдя между деревнями Крохино и Хламово, она впадает в Ухру. Устье реки находится в 2,9 км по левому берегу реки Ухра.

## Данные водного реестра
По данным государственного водного реестра России относится к Верхневолжскому бассейновому округу, водохозяйственный участок реки — Рыбинское водохранилище до Рыбинского гидроузла и впадающие в него реки, без рек Молога, Суда и Шексна от истока до Шекснинского гидроузла, речной подбассейн реки — Реки бассейна Рыбинского водохранилища. Речной бассейн реки — (Верхняя) Волга до Куйбышевского водохранилища (без бассейна Оки).
Код объекта в государственном водном реестре — 08010200412110000010263.